# افسر (فیلم ۱۹۵۰)
افسر (انگلیسی: Afsar) یک فیلم در ژانر کمدی رمانتیک به کارگردانی چتان آناند است که در سال ۱۹۵۰ منتشر شد. از بازیگران آن می‌توان به دو آناند و ثریا اشاره کرد.